# Циндао
Цинда́о (Ціндао, кит.: 青岛 — зелений острів) — місто субпровінційного значення в Китаї на сході провінції Шаньдун, на березі Жовтого моря. Місто розташоване на півострові Шаньдун і є найважливішим портом, військовою базою та промисловим центром. Ієрогліф 青 (цин) означає по-китайськи «зелений», а 岛 (дао) — «острів». У місті використовується циндаоський діалект (кит.: 青岛 话, циндаохуа) китайської мови.
У лютому 1994 віднесене до списку 15 головних міст КНР.

## Фізико-географічна характеристика
Циндао розташоване на півдні Шаньдунського півострова на березі Жовтого моря за 555 км на південний схід від Пекіна. Зі сходу місто омивається Жовтим морем; з півночі межує з містом Яньтай; а з заходу — з містом Вейфан. За 40 км від міста розташована гора Лаошань (р. Лаодін, 1133 м).
Площа міста становить 10,654 км². Тут знаходиться приморська зона державного рівня. Її протяжність — 25 км, ширина — 3 км. Морські пляжі міста з дрібним піском омиваються теплими хвилями Жовтого моря.

### Клімат
Місто знаходиться у зоні, котра характеризується вологим субтропічним кліматом. Найтепліший місяць — серпень із середньою температурою 25.6 °C (78 °F). Найхолодніший місяць — січень, із середньою температурою -0.6 °С (31 °F).
| Клімат Циндао           | Клімат Циндао | Клімат Циндао | Клімат Циндао | Клімат Циндао | Клімат Циндао | Клімат Циндао | Клімат Циндао | Клімат Циндао | Клімат Циндао | Клімат Циндао | Клімат Циндао | Клімат Циндао | Клімат Циндао |
| Показник                | Січ.          | Лют.          | Бер.          | Квіт.         | Трав.         | Черв.         | Лип.          | Серп.         | Вер.          | Жовт.         | Лист.         | Груд.         | Рік           |
| Абсолютний максимум, °C | 15            | 17            | 22            | 27            | 32            | 33            | 36            | 35            | 32            | 28            | 21            | 16            | 36            |
| Середній максимум, °C   | 2             | 3             | 8             | 13            | 19            | 22            | 26            | 27            | 24            | 18            | 11            | 4             | 15            |
| Середня температура, °C | 0             | 0             | 5             | 11            | 16            | 20            | 24            | 25            | 21            | 16            | 8             | 2             | 12            |
| Середній мінімум, °C    | −3            | −2            | 2             | 8             | 13            | 18            | 22            | 23            | 18            | 13            | 6             | 0             | 10            |
| Абсолютний мінімум, °C  | −12           | −12           | −6            | 1             | 3             | 12            | 12            | 17            | 10            | 2             | −5            | −11           | −12           |
| Норма опадів, мм        | 10            | 10            | 20            | 30            | 40            | 80            | 160           | 150           | 80            | 30            | 20            | 10            | 680           |
| ----------------------- | ------------- | ------------- | ------------- | ------------- | ------------- | ------------- | ------------- | ------------- | ------------- | ------------- | ------------- | ------------- | ------------- |
| Джерело: Weatherbase    |               |               |               |               |               |               |               |               |               |               |               |               |               |

## Історія

### До 1891
Археологічні знахідки свідчать про те, що люди селилися на території нинішнього міста Циндао ще 6000 років тому. Під час Східної династії Чжоу (770—256 до н. е.) було засновано місто Цзімо, друге за величиною в регіоні після столиці князівства Лу. Надалі місцевість багаторазово згадується в різних джерелах. У-ді, один з імператорів династії Хань, приніс ритуальні жертви на горі Буцзі поруч із сучасним Циндао, і розпорядився збудувати кілька храмів. В 1890-ті роки династія Цин вирішила створити на цьому місці військове укріплення, що захищає від атак з моря. 14 червні 1891 року було засновано місто Циндао, проте будівництво його просувалося достатньо повільними темпами.

### Німецька та японська окупація

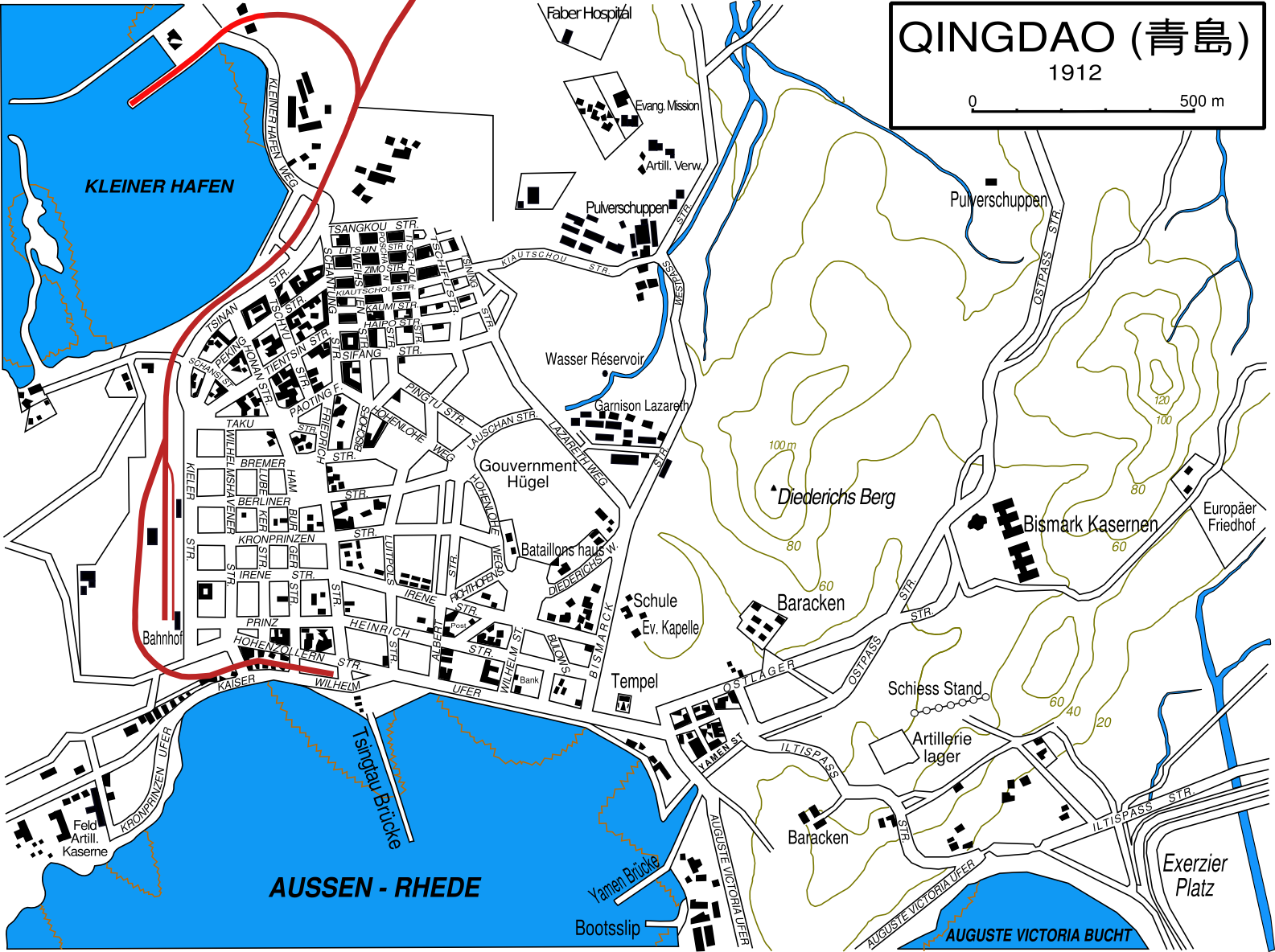
Карта Циндао, 1912

У 1897 місто у складі території «Залив Цзяочжоу» з концесії був переданий Німецькій імперії. Приводом до передачі був так званий інцидент цзюй (англ. Juye incident), коли 1897 року два німецьких місіонера були вбиті в східному Шаньдуні, і німецький уряд виставило ультиматум імператору, вимагаючи захисту християн.
Німці перетворили Циндао в стратегічно важливий порт, керований Морським Керуванням (нім. Reichsmarineamt), на відміну від інших німецьких колоній, що підпорядковувалися Управлінню Колоній (нім. Reichskolonialamt). У Циндао базувалася німецька Імператорська Східно-азійська крейсерна ескадра, яка проводить військові операції по всьому Тихому океану. З 1898 року тут базувався Третій морської батальйон. Німецький уряд провів планування вулиць та створив міський план, існуючий і зараз. У цей час був побудований пивоварний завод (англ. Tsingtao Brewery), функціонуючий донині та продукує 12 % всього китайського пива. Німецький вплив поширився на всю провінцію Шаньдун, в якій виникло багато підприємств з німецьким капіталом.
Перед початком Першої світової війни німецький військовий флот під командуванням адмірала фон Шпее пішов з Циндао, щоб дійти до Німеччини та уникнути небезпеки їх блокування в гавані військово-морськими силами Антанти.
Після початку війни в 1914 японський флот при деякій участі британського блокував Циндао, і місто як наслідок окупувала Японська імперія, яка оголосила війну Німецькій імперії відповідно до англо-японського союзу. Японські війська облягали Циндао з 31 жовтня по 7 листопада 1914. за підсумками війни на Паризькій конференції було вирішено залишити захоплені території в провінції Шаньдун Японії та не передавати їх Китаю, що викликало, у свою чергу, Рух 4 травня.
У 1922 місто повернуто Республіці Китай та було підпорядковано безпосередньо уряду в 1929. Японська імперія знову окупувала Циндао в 1938 під час територіальної експансії вздовж китайського узбережжя.

### Після Другої світової війни
Після Другої світової війни Гоміньдан дозволив США використовувати Циндао як базу Західного Тихоокеанського флоту. Однак 2 червня 1949 року місто було зайняте комуністичними військами та перейшло під контроль Китайської Народної Республіки.
З 1984 року Китай почав проводити відкриту політику по відношенню до іноземних інвестицій. Внаслідок Циндао достатньо швидко перетворився на сучасне портове місто. 5 листопада 1984 року три кораблі ВМС США вперше після 1949 року відвідали Циндао. Це був перший захід військових кораблів США в китайський порт після довгої перерви.
Останнім часом Циндао являє собою великий промисловий центр. Нещодавно був побудований новий діловий центр міста на схід від старого ділового району. За межами центру розташована велика індустріальна зона, яка включає підприємства хімічної промисловості та важкого машинобудування, а також наукомісткі галузі.

## Економіка

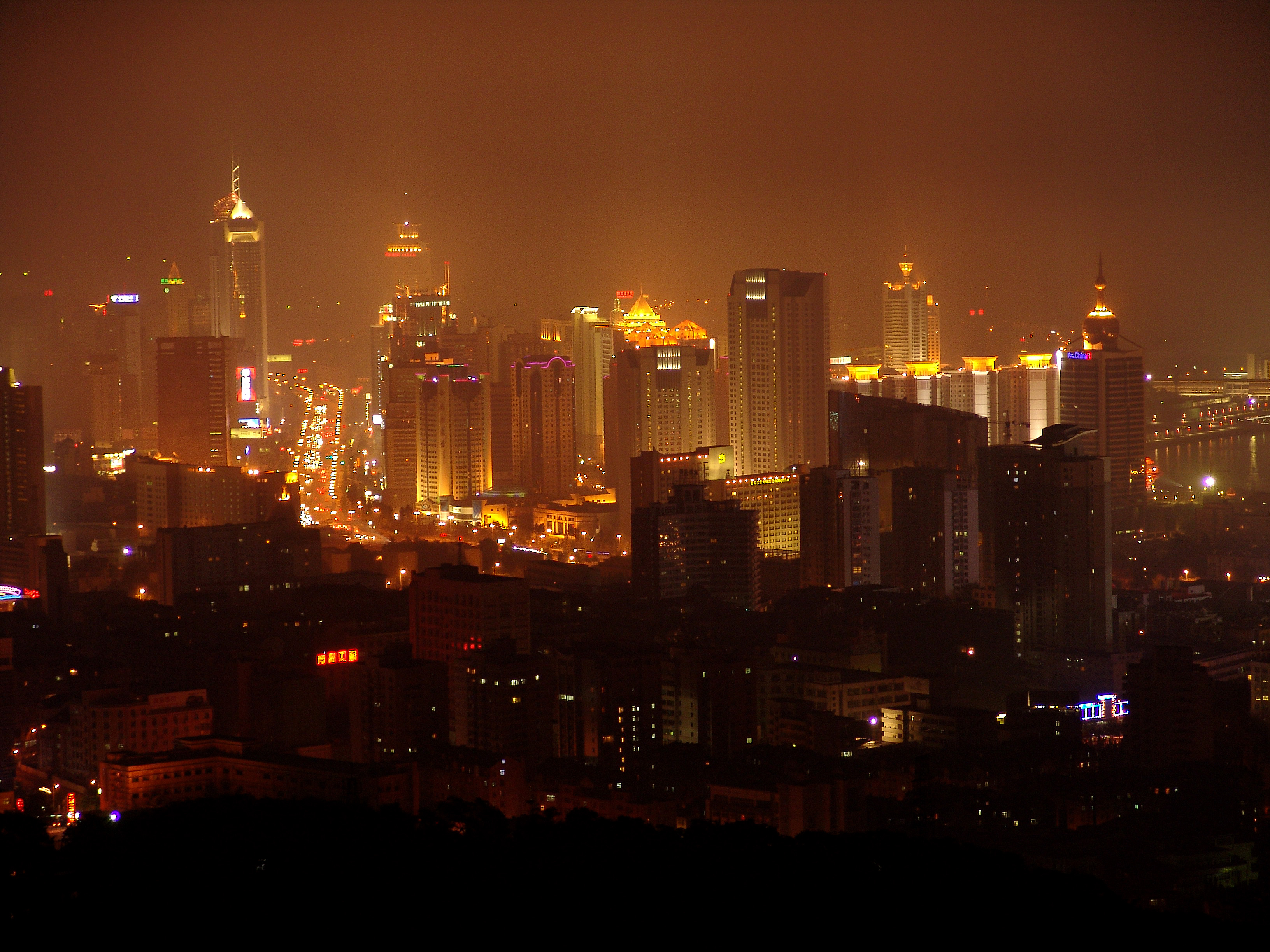
Вид на нічне місто з телевежі, діловий центр 2007 р.

Циндао — це великий економічний центр Китаю. Тут розташовані представництва банків, виробничі потужності багатьох великих компаній та представництва багатьох міжнародних фірм.
Регіональна економіка міста Циндао спирається на масштабні державні підприємства, такі, як наприклад, корпорація Haier, компанія Hisense, тютюнова корпорація Ічжун, корпорація Aokema, Циндаоська взуттєва корпорація «Дві зірки», корпорація «Циндаоське пиво» та інші підприємства великого масштабу, доходи яких складають 50 % всіх доходів економіки Циндао. На відміну від держпідприємств, приватні підприємства тут не дуже розвинені.
Промислова зона освоєння високих технологій Циндао розташована в східній частині міста, в районі Ладшане, і займає площу 67 кв. км. До її складу входять такі частини, як промисловий район площею 9.8 кв. км, центр вищої освіти, науково-дослідний центр, туристична зона і житловий район. Зоні підпорядковується центр розвитку науки та технологій, а також морський порт. Основними промисловими галузями в зоні є такі, як біотехнологія, електронна інформація, оптомехатронна інтеграція, побутова техніка, нові матеріали та нова енергетика.
Тут є понад 30 видів мінеральних ресурсів, включаючи графіт, флуорен, цеоліт, важкий шпат та золото, а також 1400 видів сільськогосподарських продуктів, у тому числі лаошанські молочні кози, личанські чорні свині, медові персики та Дацзешанський виноград.
У промисловій економіці міста Циндао основну частку займають такі галузі, як електронна, машинобудівна, хімічна та нафтова, харчової обробки та виробництва напоїв, електропобутової техніки, текстильна, виробництво ліків, будівельних матеріалів, металургійна індустрії, індустрія морських продуктів.
З часів підпорядкування Німеччини Циндао є одним з основних центрів виробництва пива.
Циндао є одним з п'яти найбільших зовнішньоторговельних портів Китаю. Велика частина вантажообігу порту припадає на контейнерний термінал Qianwan.

### Найбільші корпорації Циндао
- Haier — побутова електротехніка;
- Hisense — побутова електротехніка;
- CSR Sifang — локомотиви та вагони;
- FAW Jie Fang Truck — вантажівки;
- Tsingtao Brewery — пиво;
- Qingdao Port Group — логістика;
- Qingdao Hyundai Shipbuilding — суднобудування;
- SOAR Automotive — автомобілі;
- GREN Machinery — автокомплектуючі;
- Sinoenergy — газове обладнання;
- SEPCO 3 — енергетичне обладнання;
- Qingdao Helicopter — авіатранспорт;
- Haili — гелікоптери;
- Epiphone — гітари;

## Транспорт

### Міський

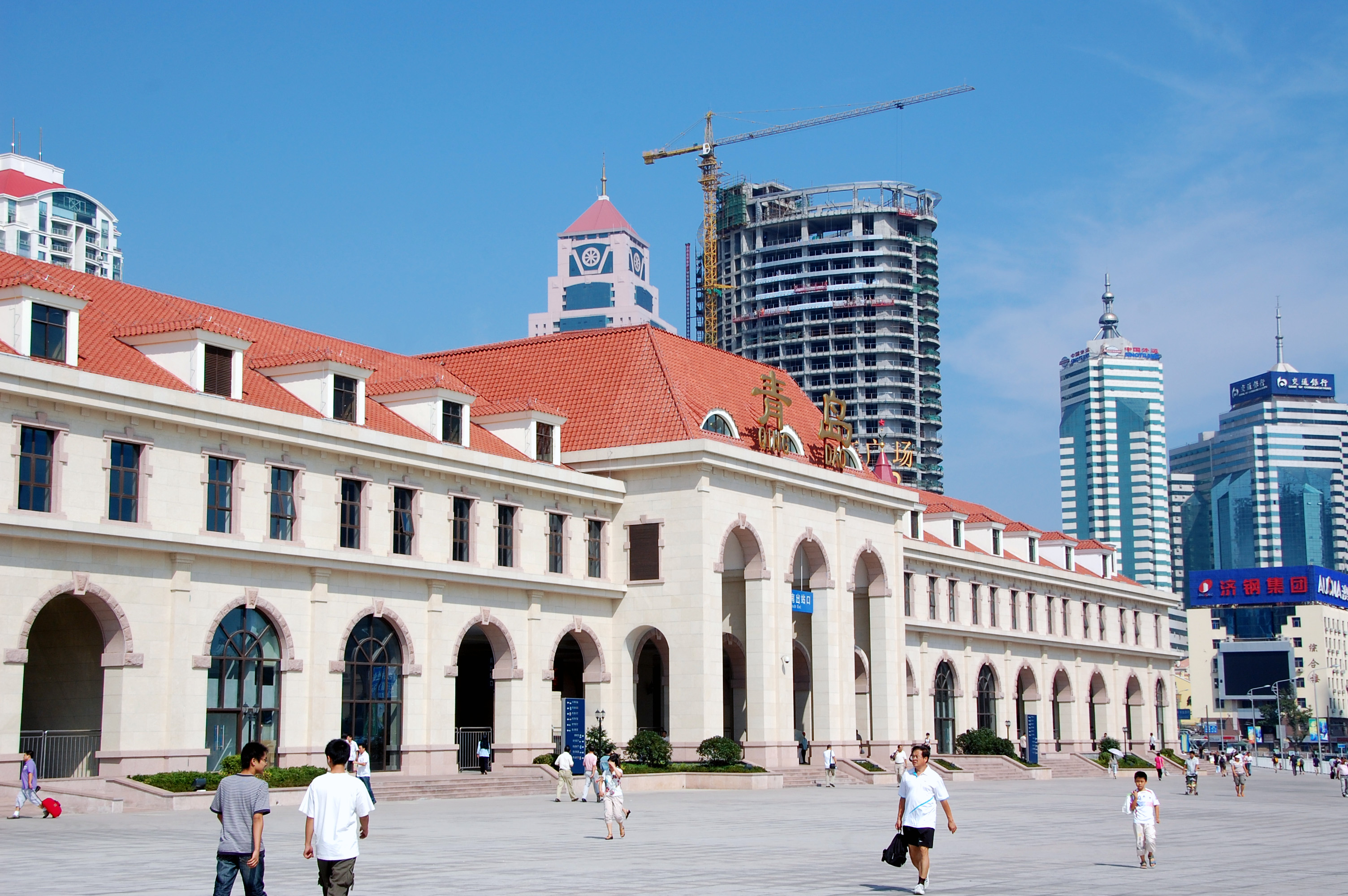
Вокзал Циндао після реконструкції 2008 року.

Циндао має добре розвинену транспортну систему з мережею залізниць та швидкісних автотрас.
Міський транспорт представлений великою кількістю маршрутів міських автобусів. Багато машин таксі.
З 2009 року в місті будувався метрополітен. Проект вівся в рамках китайського п'ятирічного плану щодо інвестування в будівництво метро та монорейкових залізниць у містах країни. Обсяги фінансування становлять 200 млрд юанів ($29,4 млрд). Ця програма передбачала спорудження 65 ліній загальною протяжністю 1700 км. Метрополітен Циндао відкрився у 2015 році.
На початок 2018 року в місті працює 40 станцій та 43,6 км на двох лініях.
Будується ще 6 ліній, в довгостроковій перспективі в місті запланована система з 16 ліній метро.
На початку 2011 року було завершено чотирирічне будівництво 42-кілометрового мосту, що з'єднує Циндао з приміським районом Хуандао, через північну частину затоки Цзяочжоу.

### Повітряний
Сучасний аеропорт Циндао знаходиться за межею міста. Сюди можна прилетіти з будь-якого великого міста країни. Серед таких міст — Пекін, Шанхай, Гуанчжоу, Гуйян, Куньмін, Нанкін, Сіань, Тяньцзінь, Ухань, Ханчжоу, Чанша, Чунцин, Ченду, Шеньчжень, Чжанцзяцзе.

### Залізничний
Залізничний вокзал Циндао побудований в європейському стилі. Є кінцевою станцією, оскільки далі простирається лише синя гладь моря. Було реконструйовано до олімпіади 2008 року (в Циндао також проходили деякі змагання). Звідси ходять потяги в Пекін (6—9 годин) та Шанхай (19 годин), а також у провінційну столицю Цзінань (2 з половиною години) та інші міста провінції Шаньдун.

## Пам'ятки та туризм

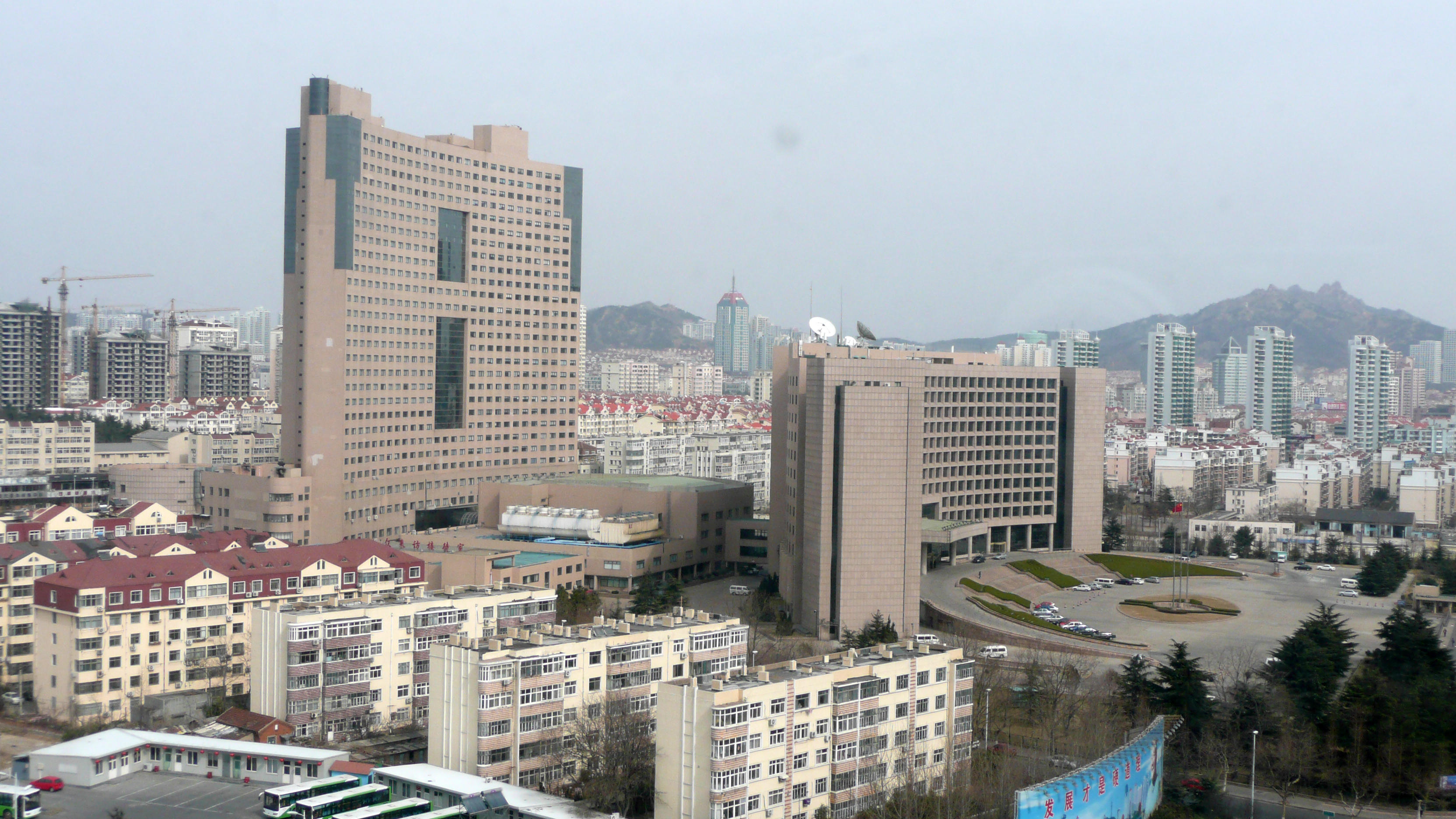
Циндао

### Найбільші хмарочоси Циндао
- 54-поверховий «Міжнародний фінансовий центр Циндао» (249 метрів);
- 49-поверховий «Парксон Плаза» (220 метрів);

### Найбільші готелі Циндао
- 38-поверховий «Холідей Інн Циндао» (198 метрів);
- 38-поверховий «Кроун Плаза» (175 метрів);
- 33-поверховий «Цилінь» (146 метрів);

## Адміністративний поділ
Міський округ поділяється на 7 районів та 3 міста:
| Карта                                                                            | Карта    | Карта    | Карта            |
| -------------------------------------------------------------------------------- | -------- | -------- | ---------------- |
| Пінду Цзяочжоу Хуандао Лайсі Цзімо Чен'ян ① ② ③ Лаошань ① Ліцан ② Шибей ③ Шинань |          |          |                  |
| Статус                                                                           | Назва    | Оригінал | Населення (2020) |
| Міський район                                                                    | Ліцан    | 李沧区   | 737 281          |
| Міський район                                                                    | Лаошань  | 崂山区   | 502 370          |
| Міський район                                                                    | Хуандао  | 黄岛区   | 1 903 595        |
| Міський район                                                                    | Цзімо    | 即墨区   | 1 336 077        |
| Міський район                                                                    | Чен'ян   | 城阳区   | 1 109 606        |
| Міський район                                                                    | Шибей    | 市北区   | 1 096 879        |
| Міський район                                                                    | Шинань   | 市南区   | 486 643          |
| Місто                                                                            | Лайсі    | 莱西市   | 720 103          |
| Місто                                                                            | Пінду    | 平度市   | 1 191 348        |
| Місто                                                                            | Цзяочжоу | 胶州市   | 987 820          |

## Міжнародні відносини

### Міста-побратими
| - Сімоносекі, Японія — з 1979 - Лонг-Біч, США — з 1985 - Акапулько, Мексика — з 1985 - Вільгельмсгафен, Німеччина — з 1992 - Одеса, Україна — з 1993 - Тегу, Південна Корея — з 1993 - Ніс-Ціона, Ізраїль — з 1997 - Велзен, Нідерланди — з 1998 | - Саутгемптон, Велика Британія — з 1998 - Голвей, Ірландія — з 1999 - Пуерто-Монтт, Чилі — з 1999 - Падерборн, Німеччина — з 2003 - Перм, Росія — з 2003 - Ілоїло, Філіппіни — з 2003 - Монтевідео, Уругвай — з 2004 - Клайпеда, Литва — з 2004 | - Більбао, Іспанія — з 2004 - Нант, Франція — з 2005 - Маямі, США — з 2005 - Санкт-Петербург, Росія — з 2006 - Норт-Шоер-Сіті, Нова Зеландія — з 2008 - Віла-Велья, Бразилія — з 2009 |

### Міста-партнери
| - Увадзіма, Японія — з 1989 - Імабарі, Японія — з 1993 - Гетеборг, Швеція — з 1994 - Мангейм, Німеччина — з 1995 - Інчхон, Республіка Корея — з 1995 - Сан-Франциско, США — з 1997 - Кишинів, Молдова — з 1997 - Порт-Судан, Судан — з 1998 - Орландо, США — з 1998 - Танжер, Марокко — з 1999 - Рієка, Хорватія — з 1999 - Пхентхек, Республіка Корея — з 1999 - Наруто, Японія — з 1999 | - Вестергетланд, Швеція — з 1999 - Аделаїда, Австралія — з 2000 - Дананг, В'єтнам — з 2000 - Нікосія, Кіпр — з 2000 - Едмонтон, Канада — з 2000 - Окленд, США — з 2000 - Лос-Анджелес, США — з 2000 - Скаген, Данія — з 2000 - Брест, Франція — з 2002 - Кобе, Японія — з 2003 - Фукуока, Японія — з 2003 - Пусан, Республіка Корея — з 2003 - Кунсан, Республіка Корея — з 2003 | - Кернс, Австралія — з 2003 - Ілоїло, Філіппіни — з 2003 - Венето, Італія — з 2004 - Браунау-на-Інні, Австрія — з 2004 - Сент-Луїс, США — з 2004 - Кітакюсю, Японія — з 2005 - Х'юстон, США — з 2006 - Санкт-Петербург, Росія — з 2007 - Рейнсько-Рурський регіон, Німеччина — з 2008 - Віла-Велья, Бразилія — з 2009 - Річмонд, Канада — з 2009 - Регенсбург, Німеччина — з 2009 |

## Вихідці
- Гельмут Вільгельм (Hellmut Wilhelm, 1905—1990), німецький китаєзнавець: народився у Циндао, де працював його батько Річард Вільгельм (1873—1930), місіонер-китаєзнавець
- Тошіро Міфуне (1920—1997) — японський актор, кінорежисер і кінопродюсер періоду Сьова
- Чень Хао (* 1979) — китайська акторка, телеведуча та співачка
- Фань Бінбін (нар. 1981) — китайська акторка, фотомодель, співачка.